# Dahlhausen (Attendorn)

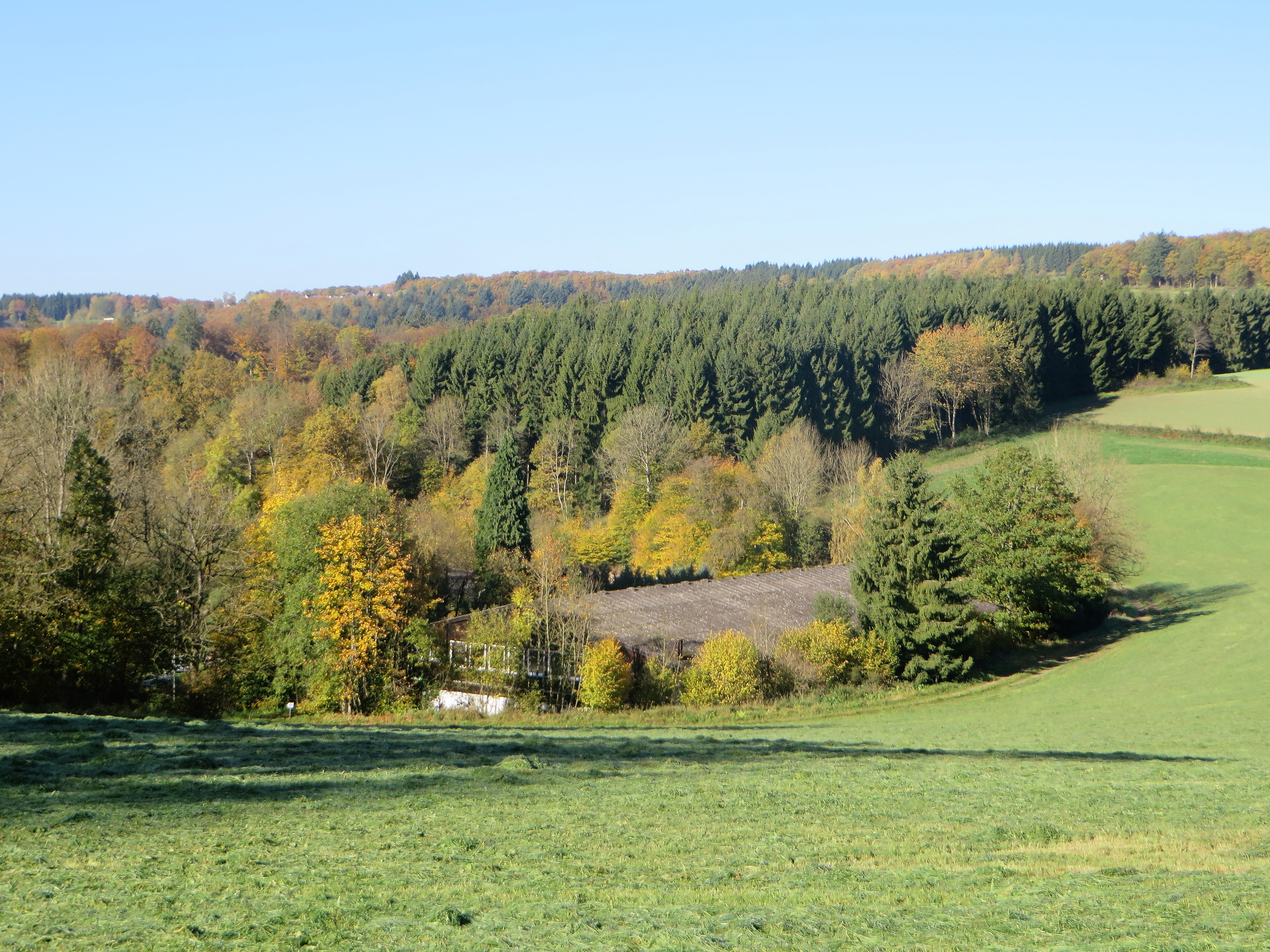
Blick auf Gut Dahlhausen

Dahlhausen ist ein Wohnplatz der Stadt Attendorn im Kreis Olpe (Nordrhein-Westfalen) und hat 7 Einwohner (Stand 30. Juni 2024).

## Geografie
Das Gut Dahlhausen liegt romantisch schön in einer Mulde, umgeben von Tannen-, Eichen- und Buchenwäldern nordwestlich des Kernortes Attendorn zwischen Biekhofen im Süden und Windhausen im Norden.

## Geschichte
In einer Urkunde der Abtei Siegburg wurde 1166 ein „predium in Dalehusen“ erwähnt; ob es sich dabei um das Attendorner Dahlhausen gehandelt hat, gilt als unsicher. Urkundlich sicher wurde Dahlhausen erstmals im Jahre 1440 mit Henrich van Dalhusen erwähnt, als er mit seiner Frau Katherine einen Teil des Gutes zu „Bokenbole“ für 253 Reichstaler an den Schneider Hannes van Heyenkusen verkaufte. 1443 und 1449 wird Henrich als Zeuge in Kauf- und Tauschurkunden des Klosters Ewig genannt. 1451 muss er wohl verstorben sein, da seine Frau in einer Urkunde als Witwe bezeichnet wird. Der Ortsname kann als „bei den Häusern im Tal“ gedeutet werden.
Politisch gehörte Gut Dahlhausen ehemals zum Amt Waldenburg und im Gogericht und Kirchspiel Attendorn zur Bauerschaft Windhausen, der auch umliegende Orte wie Rautersbeul, Biekhofen, Keseberg u. a. angehörten. Im Schatzungsregister von 1536 wird in der Winterhuißer Burschafft ein Peter Noulte zu Dailhuißen und ein Johan von Dailhuißen mit einer Abgabe von jeweils 1 ort (¼ Goldgulden) geführt, im Register von 1543 ein Lambert von Dailhaußen und im Register von 1565 Schultkens Kinder zu Dalhausen, jeweils auch mit 1 ort. Bei dieser geringen Abgabe muss es sich um ein kleines Kötter-Gut gehandelt haben.
Mitte des 17. Jahrhunderts heiratete Johann Stump aus Biekhofen Barbara, Tochter des Bartholomäus von Dahlhausen. Als dieser 1659 fortzog, kam Anton von Bichen auf den Hof, nach dessen Tod folgte im Jahre 1684 sein Schwiegersohn Johann von Rauterkusen (Rauterkus).
In den folgenden Jahrhunderten entwickelte sich der kleine Hof allmählich zu einem großen Gutshof und gehörte 1815 der Stadt Attendorn. Zum Hof gehörten Wohn- und Backhaus, Gebäude als Scheune und Schafstall. Der Grundbesitz betrug 57 Morgen Ackerland und Garten, 7 Morgen Wiesen, 77 Morgen Holzboden, 21 Morgen Hageberge und 1 Morgen Haus und Hof. Dahlhausen galt 1829 als Gut 1. Klasse.
Im Jahre 1911 wurde Gut Dahlhausen vom Besitzer Rauterkus an den Industriellen Otto Gehres (1872–1932), Generaldirektor der Kohlensyndikate Bochum, verkauft. Dieser ließ alles herrschaftlich um- und neubauen. Parkanlagen und Jagdwege wurden geschaffen, ein Pflanzgarten eingerichtet und eine neue Aufforstung mit Tannen begann. Ein Verwalter und ein Vormann, Personal vom Diener bis zur Magd, wurden eingestellt. Eine neue Straße (Gutsweg) von Gut Ewig über Gut Hespecke nach Gut Dahlhausen wurde 1914 mit Hilfe von Fuhrleuten der umliegenden Dörfer und zwei Zechenpferden aus einer Grube in Bochum gebaut.
Nach dem Tod von Direktor Gehres verkauften seine Schwiegersöhne das Anwesen 1935 an den späteren Kasseler Generaldirektor der Kalisyndikate Dr. Heinz Rosterg (Wintershall). In dieser Zeit kam viel Nazi-Prominenz zu Besuch nach Dahlhausen. Sein über dem Krieg in einer Scheune abgestelltes BMW 328 Wendler Stromlinien-Coupé entwendeten 1945 die Alliierten. Heute steht es als Ausstellungsstück im Deutschen Museum in München.
Das Adressbuch von 1929 führt in Dahlhausen die Namen „Achenbach, Hennen (Verwalter), Keller und Saathoff (2)“ und das Adressbuch von 1956 die Namen „Arno Handke (Verwalter), Dr. Heinz Rosterg (Landwirt), Wwe. Anna Wohlfeil und Max Wohlfeil (Landwirt)“ auf.
Im Jahre 1956 kaufte der Ruhrtalsperrenverband Essen von den Erben das Gut Dahlhausen zu Tauschzwecken im Zuge des Biggetalsperrenbaus. Später ging der Landbesitz an den Fiskus, Gebäude mit Hofraum und Reithalle in Privatbesitz. Heute nutzt die Firma HSA Bootsservice und Familie Hille die Gebäude.
Ab 1819 gehörte Dahlhausen im Amt Attendorn zur Gemeinde Attendorn-Land, bis die Gemeinde 1969 in die Stadt Attendorn eingegliedert wurde.